# Carl Auffenberg
Carl Auffenberg (* 30. April 1873 in Paderborn; † 27. März 1945 ebenda) war ein deutscher Jurist und Politiker (Zentrum). Er war Mitglied der Landschaftsversammlung Westfalen und des Preußischen Landtags.

## Leben
Nach dem Abitur 1892 am Gymnasium Theodorianum in Paderborn nahm Auffenberg ein Studium der Rechtswissenschaft an den Universitäten in Freiburg und Marburg auf, das er 1896 in Kassel mit dem Ersten und 1900 in Berlin mit dem Zweiten Juristischen Staatsexamen beendete. Er wurde 1901 als Rechtsanwalt zugelassen und gründete ein Jahr später eine eigene Kanzlei für bürgerliches Recht in Paderborn. 1920 wurde ihm auch die Zulassung zum Notar erteilt. Seinen Militärdienst leistete Auffenberg beim 7. Lothringischen Infanterie-Regiment Nr. 158 in Paderborn. Als Reservist wurde er zunächst Leutnant der Landwehr und später Hauptmann der Reserve. Während des Ersten Weltkrieges wurde er als Adjutant des deutschen Grenzschutzes VII eingesetzt.
Auffenberg, der sich der Zentrumspartei angeschlossen hatte, war in den 1920er Jahren Stadtverordneter in Paderborn und dort bis 1933 Vorsitzender der Zentrums-Fraktion. Von 1919 bis 1933 war er Mitglied der Landschaftsversammlung Westfalen. Im März 1933 wurde er in den Preußischen Landtag gewählt, der aber bereits im Oktober 1933 wieder aufgelöst wurde. Neben seiner beruflichen und politischen Tätigkeit fungierte er als Justiziar für das Erzbistum Paderborn.
Er war ab 1892 Mitglied der katholischen Studentenverbindung KDStV Hercynia Freiburg im Breisgau.
Auffenberg starb am 27. März 1945 bei den Luftangriffen auf seine Heimatstadt. Auch seine Ehefrau und eine Tochter fanden dabei den Tod.